# 国際語学社
株式会社国際語学社（こくさいごがくしゃ）は、東京都豊島区にあった語学書専門の出版社。中国語、韓国語、タイ語、フィリピン語、インドネシア語、ベトナム語などアジアの言語を中心に、世界の言語を学習できる参考書を出版していた。
「まずはこれだけ」シリーズは４０以上の言語をカバーしていた。
2016年に倒産し、事業停止となり、すべての出版物が販売中止となった。